# Remasters: The Official Anthology
Albums de Uriah heep
Electrically Driven
(2001) The Magician's Birthday Party
(2002)
Remasters: The Official Anthology est un album de compilation du groupe de hard rock anglais Uriah Heep. Il est sorti le 12 novembre 2001 sur le label Classic Rock Legends.

## Présentation
Cet album présenté sous forme de double compact disc, comprenant vingt-sept chansons, couvre toute la période depuis les débuts du groupe en 1970 jusqu'en 2001. Il s'agit de nouvelles versions de chansons enregistrées par la formation en place depuis 1987 et produites par Pip Williams. La pochette est signée par Roger Dean.
En 2004, cet album ressortira sous le nom Uriah Heep's Gold: Looking Back 1970-2001 puis en 2015 sous le nom de Totally Driven avec un ordre de chansons différent. 

## Musiciens
- Mick Box : guitares, chœurs
- Lee Kerslake : batterie, percussions
- Bernie Shaw : chant
- Trevor Bolder : basse, chœurs
- Phil Lanzon : claviers, chœurs

## Liste des titres

### Disc 1: 1970-1973
| No  | Titre             | Auteur                        | Version originale sur l'album   | Durée |
| --- | ----------------- | ----------------------------- | ------------------------------- | ----- |
| 1.  | Gypsy             | Mick Box / David Byron        | Very 'eavy... Very 'umble, 1970 | 3:54  |
| 2.  | Come Away Melinda | Fred Hellerman / Fran Minkoff | Very 'eavy... Very 'umble, 1970 | 3:32  |
| 3.  | Lady in Black     | Ken Hensley                   | Salisbury, 1971                 | 5:41  |
| 4.  | Bird of Prey      | Box / Byron / Paul Newton     | Salisbury, 1971                 | 4:43  |
| 5.  | Look at Yourself  | Hensley                       | Look at Yourself, 1971          | 3:22  |
| 6.  | July Morning      | Byron / Hensley               | Look at Yourself, 1971          | 8:51  |
| 7.  | Easy Livin'       | Hensley                       | Demons and Wizards, 1972        | 2:40  |
| 8.  | Traveller in Time | Box / Byron / Lee Kerslake    | Demons and Wizards, 1972        | 2:50  |
| 9.  | Sunrise           | Hensley                       | The Magician's Birthday, 1972   | 4:06  |
| 10. | Blind Eye         | Hensley                       | The Magician's Birthday, 1972   | 3:16  |
| 11. | Rain              | Hensley                       | The Magician's Birthday, 1972   | 4:16  |
| 12. | Stealin'          | Hensley                       | Sweet Freedom, 1973             | 4:42  |
| 13. | Sweet Freedom     | Hensley                       | Sweet Freedom, 1972             | 6:13  |

### Disc 2: 1974-2001
| No  | Titre              | Auteur                           | Version originale sur l'album | Durée |
| --- | ------------------ | -------------------------------- | ----------------------------- | ----- |
| 1.  | Wonderworld        | Hensley                          | Wonderworld, 1974             | 4:20  |
| 2.  | The Easy Road      | Hensley                          | Wonderworld, 1974             | 2:39  |
| 3.  | Return to Fantasy  | Byron / Hensley                  | Return to Fantasy, 1975       | 4:37  |
| 4.  | Why Did You Go?    | Box / Byron / Hensley / Kerslake | Return to Fantasy, 1975       | 3:23  |
| 5.  | Come Back to Me    | Hensley / Kerslake               | Fallen Angel, 1978            | 4:04  |
| 6.  | More Fool You      | Box / Phil Lanzon                | Raging Silence, 1989          | 3:11  |
| 7.  | Different World    | Box / Lanzon                     | Different World, 1991         | 4:21  |
| 8.  | Cross That Line    | Box / Lanzon                     | Different World, 1991         | 5:23  |
| 9.  | Time of Revelation | Box / Lanzon                     | Sea of Light, 1995            | 3;57  |
| 10. | Universal Wheels   | Box / Lanzon                     | Sea of Light, 1995            | 4:52  |
| 11. | Love in Silence    | Box / Lanzon                     | Sea of Light, 1995            | 6:23  |
| 12. | Between Two Worlds | Box / Lanzon                     | Sonic Origami, 1998           | 5:25  |
| 13. | Only the Young     | Trevor Bolder                    | Sonic Origami, 1998           | 4:33  |
| 14. | Golden Palace      | Box / Lanzon                     | Sonic Origami, 1998           | 7:57  |